# 潘代尔
潘代尔（法語：Pindères，法語發音：[pɛ̃dɛʁ]）是法国洛特-加龙省的一个市镇，属于内拉克区。

## 地理
潘代尔（44°16'21"N, 0°1'35"E）面积40.76 平方千米，位于法国新阿基坦大区洛特-加龍省，该省份为法国西南部内陆省份，北起多爾多涅省，西接吉倫特省和朗德省，南至热尔省，东临塔恩-加龙省和洛特省。
与潘代尔接壤的市镇（或旧市镇、城区）包括：博济亚克、索梅让、拉尔蒂格、圣米歇尔-德卡斯泰尔诺、阿隆、卡斯泰尔雅卢、蓬波涅、圣马丹屈尔通。

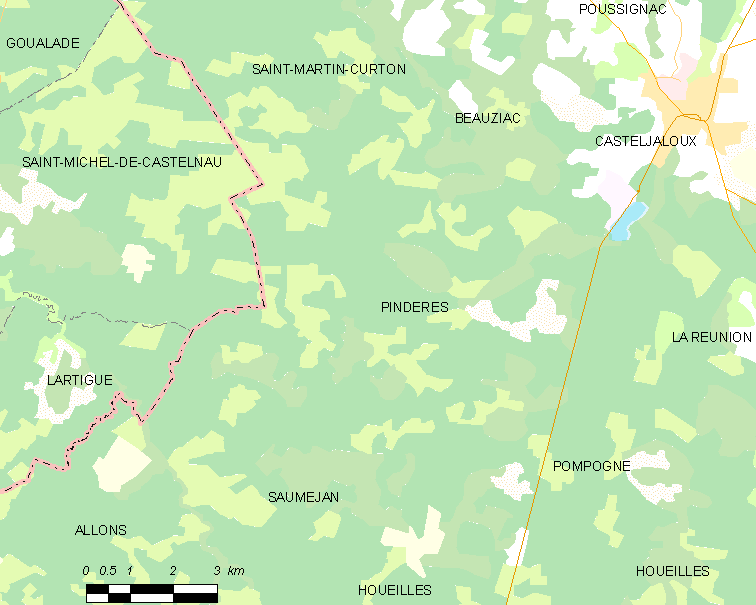
潘代尔的OSM定位图

潘代尔的时区为UTC+01:00、UTC+02:00（夏令时）。

## 行政
潘代尔的邮政编码为47700，INSEE市镇编码为47205。

## 政治
潘代尔所属的省级选区为加斯科涅森林县。

## 人口

1962-2008年间潘代尔人口变化图示

潘代尔于2022年1月1日时的人口数量为190人。